# Консепсьйон Льягуно Марчена
Консе́псьйон Льягу́но Марчена (ісп. Concepción Llaguno Marchena; нар. 21 жовтня 1925, Мадрид — пом. 4 жовтня 2010, Мадрид) — іспанська вчена в галузі виноробства, доктор хімічних наук з 1959 року (Мадридський університет); спеціаліст вищої категорії в галузі виноградарства і виноробства.
Працювала викладачем, а з 1979 року — вченим секретарам Вищого центру наукових досліджень інституту промислової ферментації.

## Наукова діяльність
Основні роботи пов'язані з вивченням зміни складу амінокислот під час витримки вин під хересною плівкою; хімічного складу шипучих вин під час витримки та інше.